# Kånala kyrka
Kånala kyrka (finska: Konalan kirkko) var en kyrka i Helsingfors. Den planerades av Heikki Castrén och invigdes år 1973. Kyrkan betjänade huvudsakligen områdets barnfamiljer. Byggnaden såldes år 2016 och renoverades till ett dagshem som öppnades år 2018.

### Länkar
- Kånala kyrka på helsinginkirkot.fi